# NGC 6484
NGC 6484 (другие обозначения — UGC 11010, MCG 4-42-7, MK 1118, ZWG 141.19, IRAS17497+2429, PGC 61008) — спиральная галактика (Sb) в созвездии Геркулес.
В галактике наблюдается повышенное ультрафиолетовое излучение, и потому её относят к галактикам Маркаряна. Причиной является всплеск звездообразования из-за взаимодействия с соседними галактиками.
Этот объект входит в число перечисленных в оригинальной редакции «Нового общего каталога».